# Dennie Gordon
Pour les articles homonymes, voir Gordon.
Dennie Gordon, née le 9 mai 1953 à Brooklyn Center, est une réalisatrice américaine.

## Biographie
Elle a travaillé sur les séries télévisées La Vie à cinq, Sports Night, Ally McBeal, The Practice : Bobby Donnell et Associés, Parents à tout prix, The Loop, FBI : Duo très spécial, Burn Notice, For All Mankind ou encore Hell on Wheels : L'Enfer de l'ouest.
Elle a réalisé quatre films : Joe La Crasse (2001), Ce dont rêvent les filles  (2003), Une journée à New York (2004) et My Lucky Star (2013).